# تصفيات كأس الأمم الإفريقية 2023
من المقرر أن تكون كأس الأمم الأفريقية 2023 النسخة الرابعة والثلاثين من كأس الأمم الأفريقية، بطولة كرة القدم الدولية للرجال التي تُقام كل سنتين في أفريقيا والتي ينظمها الاتحاد الأفريقي لكرة القدم. البطولة من المقرر أن تستضيفها ساحل العاج، وهي المرة الثانية التي تستضيف فيها البلاد المسابقة.
قام الاتحاد الأفريقي لكرة القدم بتغيير مواعيد البطولة إلى يونيو ويوليو بدلاً من يناير المعتاد، والذي سيدخل حيز التنفيذ اعتبارًا من بطولة 2019. سيسمح للبطولة بعدم التعارض مع البطولات الكبرى الأخرى، فضلاً عن السماح للاعبين ذوي الأسماء الكبيرة باللعب مع دولهم في البطولة دون فقدان المباريات لفريقهم الأوروبي.

## الدور التمهيدي

### القرعة
تم إجراء قرعة الدور التمهيدي في 21 يناير 2022، الساعة 16:30 توقيت غرب إفريقيا (التوقيت العالمي + 01: 00)، في دوالا، الكاميرون.
| الوعاء 1                                                                                             | الوعاء 2                                                                                          |
| --- | ------------------------------------------------------------------------------------------------- |
| ليسوتو(145) · إسواتيني (146) · بوتسوانا (148) · غامبيا (150) · جنوب السودان (167) · موريشيوس (172) · | تشاد (180) · ساو تومي وبرينسيب (189) · جيبوتي (192) · الصومال (194) · سيشل (197) · إرتريا (202) · |

### جدول التصفيات على النحو التالي
| جولة           | يوم المباراة   | تواريخ          | المباريات        |
| -------------- | -------------- | --------------- | ---------------- |
| الدور التمهيدي | الجولة الأولى  | 21–29 مارس 2022 | فريق 1 ضد فريق 2 |
| الدور التمهيدي | الجولة الثانية | 21–29 مارس 2022 | فريق 2 ضد فريق 1 |

### النتائج
| الفريق الأول      | إجم.  | الفريق الثاني | مباراة الذهاب | مباراة الإياب |
| ----------------- | ----- | ------------- | ------------- | ------------- |
| إرتريا            | ألغيت | بوتسوانا      | ألغيت         | ألغيت         |
| ساو تومي وبرينسيب | 4–3   | موريشيوس      | 1–0           | 3-3           |
| جيبوتي            | 2–5   | جنوب السودان  | 2–4           | 1-0           |
| سيشل              | 1–3   | ليسوتو        | 0-0           | 3-1           |
| الصومال           | 1–5   | إسواتيني      | 0–3           | 1-2           |
| تشاد              | 1–3   | غامبيا        | 0–1           | 2-2           |

### المباريات
| إرتريا | ألغيت | بوتسوانا |
| ------ | ----- | -------- |
|        |       |          |

| بوتسوانا | ألغيت | إرتريا |
| -------- | ----- | ------ |
|          |       |        |

| ساو تومي وبرينسيب | 1–0 | موريشيوس |
| ----------------- | --- | -------- |
| - Leal 36'        |     |          |

| موريشيوس                                                 | 3–3 | ساو تومي وبرينسيب             |
| -------------------------------------------------------- | --- | ----------------------------- |
| - كيفين برو 21' (ضربة جزاء.) - كولارد 57' - Nazira 90+1' |     | - ريكاردو 27'، 60' - ليال 34' |

"فاز ساو تومي وبرينسيبي بنتيجة 4-3 في مجموع المباراتين."
| جيبوتي       | 2–4   | جنوب السودان                                         |
| ------------ | ----- | ---------------------------------------------------- |
| - 64' - 90+' | تقرير | - Okello 54' (ضربة جزاء.)، 75' - Toha 68' - Gama 89' |

| جنوب السودان | 1–0 | جيبوتي |
| ------------ | --- | ------ |
| - تشول 55'   |     |        |

"جنوب السودان فاز 5-2 في مجموع المباراتين."
| سيشل | 0–0   | ليسوتو |
| ---- | ----- | ------ |
|      | تقرير |        |

| ليسوتو                           | 3–1   | سيشل                  |
| -------------------------------- | ----- | --------------------- |
| - Makateng 5'، 78' - Motebang 9' | تقرير | - Ernesta 25' (ركلة.) |

"فازت ليسوتو 3-1 في مجموع المباراتين."
| الصومال | 0–3 | إسواتيني                                |
| ------- | --- | --------------------------------------- |
|         |     | - Dlamini 23' - Mamba 64' - Gamedze 87' |

| إسواتيني         | 2–1 | الصومال |
| ---------------- | --- | ------- |
| - سابيلو - مامبا |     | - چاما  |

"فاز إيسواتيني 5-1 في مجموع المباراتين."
| تشاد | 0–1   | غامبيا        |
| ---- | ----- | ------------- |
|      | تقرير | - Gamedze 87' |

| غامبيا | 2-2 | تشاد |
| ------ | --- | ---- |
|        |     |      |

"فازت غامبيا بنتيجة 3-2 في مجموع المباراتين."

## الفرق المشاركة في التصفيات
تم سحب 48 فريقًا إلى 12 مجموعة من أربعة فرق (من المجموعة أ إلى المجموعة ل). وتألفت الفرق من 42 فريقًا دخلت بشكل مباشر بالإضافة إلى الفائزين الستة في الدور التمهيدي.
| مشاركون في مرحلة المجموعة | المشاركة في الجولة التمهيدية |
| --- | --- |
| 1. السنغال (20) 2. المغرب (28) 3. الجزائر (29) 4. تونس (30) 5. نيجيريا (36) 6. مصر (34) 7. الكاميرون (50) 8. غانا (52) 9. مالي (53) 10. ساحل العاج (56) 11. بوركينا فاسو (60) 12. جمهورية الكونغو الديمقراطية (64) 13. جنوب إفريقيا (68) 14. الرأس الأخضر (73) 15. غينيا (81) 16. أوغندا (82) 17. بنين (83) 18. زامبيا (88) 19. الغابون (89) 20. الكونغو (97) 21. مدغشقر (101) 22. كينيا (102) 23. موريتانيا (103) 24. غينيا بيساو (106) 25. سيراليون (108) 26. ناميبيا (112) 27. النيجر (113) 28. غينيا الاستوائية (114) 29. ليبيا (117) 30. موزمبيق (118) 31. زيمبابوي (121) 32. توغو (124) 33. السودان (125) 34. أنغولا (126) 35. مالاوي (129) 36. جمهورية إفريقيا الوسطى (130) 37. تنزانيا (131) 38. جزر القمر (132) 39. رواندا (135) 40. إثيوبيا (137) 41. بوروندي (140) 42. ليبيريا (144) | 1. ليسوتو (145) 2. إسواتيني (146) 3. بوتسوانا (148) 4. غامبيا (150) 5. جنوب السودان (167) 6. موريشيوس (172) 7. تشاد (180) 8. ساو تومي وبرينسيب (189) 9. جيبوتي (192) 10. الصومال (194) 11. سيشل (197) 12. إرتريا (202) |

ملاحظة: أوضح الكاف أن التصفيات ستقام عبر 12 مجموعة تضم كل منهما 4 فرق، يتأهل الأول والثاني في كل منها إلى النهائيات.
كما أشار إلى أن عقوبة الإيقاف الموقعة على كينيا وزيمبابوي إذا لم تنته قبل أسبوعين من انطلاق التصفيات يعتبر المنتخبين منسحبين وتصبح مجموعة كل منهما 3 فرق فقط.
أفاد الكاف أنه لن يتم وضع كينيا وزيمبابوي في مجموعة واحدة لتجنب وجود فريقين فقط بالمجموعة إذا استمرت عقوبة الإيقاف على المنتخبين.

## قرعة مجموعات التصفيات
تم سحب 48 فريقًا إلى 12 مجموعة من أربعة فرق (من المجموعة أ إلى المجموعة ل). وتألفت الفرق من 42 فريقًا دخلت بشكل مباشر بالإضافة إلى الفائزين الستة في الدور التمهيدي.
وقد شارك مضيفو كأس الأمم الأفريقية 2023، ساحل العاج، في التصفيات وضمن الفريق مكانًا في النهائيات بغض النظر عن ترتيبه في المجموعة. مبارياتهم ونتائجهم تحسب في تحديد تأهل الفرق الأخرى من مجموعتهم. إذا كانت ساحل العاج قد انتهت من أفضل فريقين في مجموعتها، فلن يتأهل وصيف المجموعة للبطولة الرئيسية.
| الوعاء 1 |
| --- |
| 1. السنغال (20) البطل كأس الأمم الأفريقية 2021 2. المغرب (24) 3. نيجيريا (30) 4. مصر (32) 5. تونس (35) 6. الكاميرون (37) 7. الجزائر (44) 8. مالي (52) 9. ساحل العاج (53) 10. بوركينا فاسو (56) 11. غانا (60) 12. جمهورية الكونغو الديمقراطية (67) |

| الوعاء 2 |
| --- |
| 1. جنوب إفريقيا (69) 2. الرأس الأخضر (71) 3. غينيا (80) 4. الغابون (81) 5. بنين (84) 6. أوغندا (86) 7. زامبيا (87) 8. الكونغو (98) 9. غينيا الاستوائية (99) 10. مدغشقر (102) 11. كينيا (104) عقوبة الإيقاف الموقعة على كينيا إذا لم تنته قبل أسبوعين من انطلاق التصفيات يعتبر المنتخب منسحب. 12. سيراليون (108) |

| الوعاء 3 |
| --- |
| 1. ناميبيا (112) 2. موريتانيا (113) 3. غينيا بيساو (115) 4. النيجر (116) 5. ليبيا (117) 6. موزمبيق (119) 7. مالاوي (120) 8. توغو (121) 9. زيمبابوي (122) عقوبة الإيقاف الموقعة على زيمبابوي إذا لم تنته قبل أسبوعين من انطلاق التصفيات يعتبر المنتخب منسحب. 10. غامبيا (123) 11. أنغولا (126) 12. جزر القمر (128) |

| الوعاء 4 |
| --- |
| 1. تنزانيا (130) 2. جمهورية إفريقيا الوسطى (131) 3. السودان (132) 4. رواندا (136) 5. بوروندي (139) 6. إثيوبيا (140) 7. إسواتيني (143) 8. ليسوتو (145) 9. بوتسوانا (148) 10. ليبيريا (149) 11. جنوب السودان (161) 12. ساو تومي وبرينسيب (183) |

## جدول مباريات التصفيات
| الدور         | الجولة   | التواريخ                        | المباريات                                  |
| ------------- | -------- | ------------------------------- | ------------------------------------------ |
| دور المجموعات | الجولة 1 | 30 مارس 2022                    | الفريق 1 ضد الفريق 2؛ الفريق 3 ضد الفريق 4 |
| دور المجموعات | الجولة 2 | 14 يونيو 2022                   | الفريق 4 ضد الفريق 1؛ الفريق 2 ضد الفريق 3 |
| دور المجموعات | الجولة 3 | 19 سبتمبر 2022 - 27 سبتمبر 2022 | الفريق 1 ضد الفريق 3؛ الفريق 2 ضد الفريق 4 |
| دور المجموعات | الجولة 4 | 19 سبتمبر 2022 - 27 سبتمبر 2022 | الفريق 3 ضد الفريق 1؛ الفريق 4 ضد الفريق 2 |
| دور المجموعات | الجولة 5 | مارس 2023 - مارس 2023           | الفريق 2 ضد الفريق 1؛ الفريق 4 ضد الفريق 3 |
| دور المجموعات | الجولة 6 | مارس 2023 - مارس 2023           | الفريق 1 ضد الفريق 4؛ الفريق 3 ضد الفريق 2 |

## المجموعات
تم سحب 48 فريقًا إلى 12 مجموعة من أربعة فرق (من المجموعة أ إلى المجموعة ل). وتألفت الفرق من 42 فريقًا دخلت بشكل مباشر بالإضافة إلى الفائزين الستة في الدور التمهيدي.
وقد شارك مضيفو كأس الأمم الأفريقية 2023 ، ساحل العاج ، في التصفيات وضمن الفريق مكانًا في النهائيات بغض النظر عن ترتيبه في المجموعة. مبارياتهم ونتائجهم تحسب في تحديد تأهل الفرق الأخرى من مجموعتهم. إذا كانت ساحل العاج قد انتهت من أفضل فريقين في مجموعتها، فلن يتأهل وصيف المجموعة للبطولة الرئيسية.

### المجموعة الأولى
| م | الفريق            | لعب | ف | ت | خ | أ.له | أ.ع | أ.ف | نقاط | التأهل                              |      |        |        |         |        |
| - | ----------------- | --- | - | - | - | ---- | --- | --- | ---- | ----------------------------------- | ---- | ------ | ------ | ------- | ------ |
| 1 | نيجيريا           | 6   | 5 | 0 | 1 | 22   | 4   | +18 | 15   | التأهل إلى كأس الأمم الإفريقية 2023 |      | —      | سبتمبر | 9 يونيو | سبتمبر |
| 2 | غينيا بيساو       | 6   | 4 | 1 | 1 | 11   | 5   | +6  | 13   | التأهل إلى كأس الأمم الإفريقية 2023 |      | سبتمبر | —      | مارس    | مايو   |
| 3 | سيراليون          | 6   | 1 | 2 | 3 | 10   | 11  | −1  | 5    |                                     |      | مارس   | مارس   | —       | سبتمبر |
| 4 | ساو تومي وبرينسيب | 6   | 0 | 1 | 5 | 3    | 26  | −23 | 1    |                                     | مارس | مارس   | سبتمبر | —       |        |

| نيجيريا                    | 2–1   | سيراليون     |
| -------------------------- | ----- | ------------ |
| - إيووبي 16' - أوسيمين 41' | تقرير | - مورساي 11' |

| غينيا بيساو                                              | 5–1   | ساو تومي وبرينسيب |
| -------------------------------------------------------- | ----- | ----------------- |
| - سيميدو 40' - جانو 50'، 58' - بنجاكي 80' - جورجينيو 87' | تقرير | - فيجاس 21'       |

| ساو تومي وبرينسيب | 0–10  | نيجيريا                                                                                             |
| ----------------- | ----- | --------------------------------------------------------------------------------------------------- |
|                   | تقرير | - أوسيمين 9'، 48'، 65'، 84' - سيمون 28' - موفي 43'، 60' - إيتيبو 55' - لوكمان 63' - دنيس 90+2' (ض.) |

| سيراليون                  | 2–2   | غينيا بيساو         |
| ------------------------- | ----- | ------------------- |
| - كارغبو 78' - كامارا 87' | تقرير | - جورجينيو 49'، 52' |

| سيراليون               | 2–2   | ساو تومي وبرينسيب |
| ---------------------- | ----- | ----------------- |
| - بوندو 48' - كومة 78' | تقرير | - ليال 43'، 59'   |

| نيجيريا | 0–1   | غينيا بيساو |
| ------- | ----- | ----------- |
|         | تقرير | - بالدي 29' |

| ساو تومي وبرينسيب | 0–2   | سيراليون                  |
| ----------------- | ----- | ------------------------- |
|                   | تقرير | - السامرة 7' - كوروما 28' |

| غينيا بيساو | 0–1   | نيجيريا          |
| ----------- | ----- | ---------------- |
|             | تقرير | - سيمون 30' (ض.) |

| ساو تومي وبرينسيب | 0–1   | غينيا بيساو |
| ----------------- | ----- | ----------- |
|                   | تقرير | - جانو 55'  |

| سيراليون                 | 2–3   | نيجيريا                              |
| ------------------------ | ----- | ------------------------------------ |
| - بوندو 41' - كارغبو 84' | تقرير | - أوسيمين 19'، 32' - إيهيناتشو 90+5' |

| نيجيريا                                                               | 6–0   | ساو تومي وبرينسيب |
| --------------------------------------------------------------------- | ----- | ----------------- |
| - أوسيمين 13'، 69' (ض.)، 79' - لوكمان 27' - أيونيي 51' - تشوكويزي 84' | تقرير |                   |

| غينيا بيساو          | 2–1   | سيراليون      |
| -------------------- | ----- | ------------- |
| - نيتو 35' - دجو 48' | تقرير | - باكايوكو 6' |

### المجموعة الثانية
| م | الفريق       | لعب | ف | ت | خ | أ.له | أ.ع | أ.ف | نقاط | التأهل                              |         |        |         |         |         |
| - | ------------ | --- | - | - | - | ---- | --- | --- | ---- | ----------------------------------- | ------- | ------ | ------- | ------- | ------- |
| 1 | بوركينا فاسو | 6   | 3 | 2 | 1 | 8    | 5   | +3  | 11   | التأهل إلى كأس الأمم الإفريقية 2023 |         | —      | 3 يونيو | سبتمبر  | مارس    |
| 2 | الرأس الأخضر | 6   | 3 | 1 | 2 | 8    | 6   | +2  | 10   | التأهل إلى كأس الأمم الإفريقية 2023 |         | مارس   | —       | 7 يونيو | سبتمبر  |
| 3 | توغو         | 6   | 2 | 2 | 2 | 8    | 8   | 0   | 8    |                                     |         | سبتمبر | مارس    | —       | 3 يونيو |
| 4 | إسواتيني     | 6   | 0 | 3 | 3 | 3    | 8   | −5  | 3    |                                     | 7 يونيو | سبتمبر | مارس    | —       |         |

| توغو                   | 2–2   | إسواتيني                       |
| ---------------------- | ----- | ------------------------------ |
| - بلاكا 20' - لابا 87' | تقرير | - ندزينيسا 84' - نجوينيا 90+5' |

| بوركينا فاسو             | 2–0   | الرأس الأخضر |
| ------------------------ | ----- | ------------ |
| - باندي 58' - واتارا 88' | تقرير |              |

| إسواتيني       | 1–3   | بوركينا فاسو                    |
| -------------- | ----- | ------------------------------- |
| - ندزينيسا 64' | تقرير | - واتارا 69'، 75' - عزيز كي 85' |

| الرأس الأخضر                  | 2–0   | توغو |
| ----------------------------- | ----- | ---- |
| - تافاريس 10' - مونتيرو 90+4' | تقرير |      |

| الرأس الأخضر | 0–0   | إسواتيني |
| ------------ | ----- | -------- |
|              | تقرير |          |

| بوركينا فاسو  | 1–0   | توغو |
| ------------- | ----- | ---- |
| - تابسوبا 87' | تقرير |      |

| إسواتيني | 0–1   | الرأس الأخضر |
| -------- | ----- | ------------ |
|          | تقرير | - مينديز 56' |

| توغو       | 1–1   | بوركينا فاسو |
| ---------- | ----- | ------------ |
| - لابا 26' | تقرير | - واتارا 12' |

| إسواتيني | 0–2   | توغو                      |
| -------- | ----- | ------------------------- |
|          | تقرير | - دينكي 14' - بلاكا 90+2' |

| الرأس الأخضر                          | 3–1   | بوركينا فاسو |
| ------------------------------------- | ----- | ------------ |
| - بيبي 7' - فرنانديز 67' - كليه 90+4' | تقرير | - دايو 45+3' |

| بوركينا فاسو | 0–0   | إسواتيني |
| ------------ | ----- | -------- |
|              | تقرير |          |

| توغو                                  | 3–2   | الرأس الأخضر            |
| ------------------------------------- | ----- | ----------------------- |
| - دينكي 40' (ركلة.)، 77' - واتارا 87' | تقرير | - بينا 4' - بنشيمول 20' |

### المجموعة الثالثة
| م | الفريق    | لعب | ف | ت | خ | أ.له | أ.ع | أ.ف | نقاط | التأهل                              |  |         |         |         |         |
| - | --------- | --- | - | - | - | ---- | --- | --- | ---- | ----------------------------------- |  | ------- | ------- | ------- | ------- |
| 1 | الكاميرون | 4   | 2 | 1 | 1 | 6    | 3   | +3  | 7    | التأهل إلى كأس الأمم الإفريقية 2023 |  | —       | سبتمبر  | Mar     | 4 يونيو |
| 2 | ناميبيا   | 4   | 1 | 2 | 1 | 6    | 6   | 0   | 5    | التأهل إلى كأس الأمم الإفريقية 2023 |  | سبتمبر  | —       | 4 يونيو | Mar     |
| 3 | بوروندي   | 4   | 1 | 1 | 2 | 4    | 7   | −3  | 4    |                                     |  | 8 يونيو | Mar     | —       | سبتمبر  |
| 4 | كينيا     | 0   | 0 | 0 | 0 | 0    | 0   | 0   | 0    | استبعد                              |  | Mar     | 8 يونيو | سبتمبر  | —       |

| ناميبيا        | 1–1   | بوروندي          |
| -------------- | ----- | ---------------- |
| - شالوليلي 10' | تقرير | - بيمينيمانا 88' |

| بوروندي | 0–1   | الكاميرون    |
| ------- | ----- | ------------ |
|         | تقرير | - إكامبي 30' |

| الكاميرون   | 1–1   | ناميبيا        |
| ----------- | ----- | -------------- |
| - كيمين 72' | تقرير | - شالوليلي 26' |

| ناميبيا                       | 2–1   | الكاميرون       |
| ----------------------------- | ----- | --------------- |
| - شالوليلي 55' - إيمبوندي 79' | تقرير | - أبو بكر 90+1' |

| بوروندي                                       | 3–2   | ناميبيا                    |
| --------------------------------------------- | ----- | -------------------------- |
| - بيغيريمانا 1' - بيمينييمانا 9' - شعباني 19' | تقرير | - شالوليلي 41' - روداث 85' |

| الكاميرون                              | 3–0   | بوروندي |
| -------------------------------------- | ----- | ------- |
| - مبيومو 46' - ووه 59' - أبو بكر 90+3' | تقرير |         |

### المجموعة الرابعة
| م | الفريق  | لعب | ف | ت | خ | أ.له | أ.ع | أ.ف | نقاط | التأهل                              |   |   |   |   |   |
| - | ------- | --- | - | - | - | ---- | --- | --- | ---- | ----------------------------------- | - | - | - | - | - |
| 1 | مصر     | 6   | 5 | 0 | 1 | 10   | 3   | +7  | 15   | التأهل إلى كأس الأمم الإفريقية 2023 |   | — | – | – | – |
| 2 | غينيا   | 6   | 3 | 1 | 2 | 9    | 7   | +2  | 10   | التأهل إلى كأس الأمم الإفريقية 2023 |   | – | — | – | – |
| 3 | مالاوي  | 6   | 1 | 2 | 3 | 4    | 10  | −6  | 5    |                                     |   | – | – | — | – |
| 4 | إثيوبيا | 6   | 1 | 1 | 4 | 5    | 8   | −3  | 4    |                                     | – | – | – | — |   |

| مالاوي                      | 2–1   | إثيوبيا         |
| --------------------------- | ----- | --------------- |
| - مهانغو 10' (ض.)، 34' (ض.) | تقرير | - ناصر 68' (ض.) |

| مصر              | 1–0   | غينيا |
| ---------------- | ----- | ----- |
| - مصطفى محمد 87' | تقرير |       |

| إثيوبيا                   | 2–0   | مصر |
| ------------------------- | ----- | --- |
| - هوتيسا 21' - بيكيلي 39' | تقرير |     |

| غينيا        | 1–0   | مالاوي |
| ------------ | ----- | ------ |
| - كيتا 90+1' | تقرير |        |

| مصر                      | 2–0   | مالاوي |
| ------------------------ | ----- | ------ |
| - صلاح 20' - مرموش 45+1' | تقرير |        |

| غينيا                   | 2–0   | إثيوبيا |
| ----------------------- | ----- | ------- |
| - كامانو 39' - بايو 73' | تقرير |         |

| إثيوبيا                  | 2–3   | غينيا                                 |
| ------------------------ | ----- | ------------------------------------- |
| - مركنة 34' - جيما 90+5' | تقرير | - كيتا 4' - موريبا 42' - جيلافوجي 70' |

| مالاوي | 0–4   | مصر                                         |
| ------ | ----- | ------------------------------------------- |
|        | تقرير | - حامد 4' - مرموش 16' - صلاح 20' - زيزو 50' |

| غينيا        | 1–2   | مصر                             |
| ------------ | ----- | ------------------------------- |
| - جيراسي 26' | تقرير | - تريزيجيه 42' - مصطفى محمد 79' |

| إثيوبيا | 0–0   | مالاوي |
| ------- | ----- | ------ |
|         | تقرير |        |

| مصر        | 1–0   | إثيوبيا |
| ---------- | ----- | ------- |
| - فتحي 37' | تقرير |         |

| مالاوي                  | 2–2   | غينيا                 |
| ----------------------- | ----- | --------------------- |
| - سايزي 23' - شازيا 88' | تقرير | - كامارا 56' - سو 58' |

### المجموعة الخامسة
| م | الفريق                 | لعب | ف | ت | خ | أ.له | أ.ع | أ.ف | نقاط | التأهل                              |   |   |   |   |   |
| - | ---------------------- | --- | - | - | - | ---- | --- | --- | ---- | ----------------------------------- | - | - | - | - | - |
| 1 | غانا                   | 6   | 3 | 3 | 0 | 8    | 3   | +5  | 12   | التأهل إلى كأس الأمم الإفريقية 2023 |   | — | – | – | – |
| 2 | أنغولا                 | 6   | 2 | 3 | 1 | 6    | 5   | +1  | 9    | التأهل إلى كأس الأمم الإفريقية 2023 |   | – | — | – | – |
| 3 | مدغشقر                 | 6   | 0 | 3 | 3 | 1    | 9   | −8  | 3    |                                     |   | – | – | — | – |
| 4 | جمهورية إفريقيا الوسطى | 6   | 2 | 1 | 3 | 9    | 7   | +2  | 7    |                                     | – | – | – | — |   |

| أنغولا                   | 2–1   | جمهورية إفريقيا الوسطى |
| ------------------------ | ----- | ---------------------- |
| - Nzola 72' - Gelson 76' | تقرير | - Nlend 32'            |

| غانا                                      | 3–0   | مدغشقر |
| ----------------------------------------- | ----- | ------ |
| - Kudus 53' - Afena-Gyan 56' - Bukari 86' | تقرير |        |

| مدغشقر                 | 1–1   | أنغولا       |
| ---------------------- | ----- | ------------ |
| - Rakotoharimalala 36' | تقرير | - Gelson 43' |

| جمهورية إفريقيا الوسطى | 1–1   | غانا        |
| ---------------------- | ----- | ----------- |
| - Namnganda 41'        | تقرير | - Kudus 17' |

| مدغشقر | 0–3   | جمهورية إفريقيا الوسطى         |
| ------ | ----- | ------------------------------ |
|        | تقرير | - Ngoma 36' - Mafouta 45'، 79' |

| غانا           | 1–0   | أنغولا |
| -------------- | ----- | ------ |
| - سيمنيو 90+6' | تقرير |        |

| جمهورية إفريقيا الوسطى | 2–0   | مدغشقر |
| ---------------------- | ----- | ------ |
| Mafouta 40'، 82'       | تقرير |        |

| أنغولا             | 1–1   | غانا         |
| ------------------ | ----- | ------------ |
| - João 51' (ركلة.) | تقرير | - Bukari 72' |

| جمهورية إفريقيا الوسطى | 1–2   | أنغولا                    |
| ---------------------- | ----- | ------------------------- |
| - Kondogbia 46'        | تقرير | - Gaspar 12' - Milson 86' |

| مدغشقر | 0–0   | غانا |
| ------ | ----- | ---- |
|        | تقرير |      |

| أنغولا | 0–0   | مدغشقر |
| ------ | ----- | ------ |
|        | تقرير |        |

| غانا                     | 2–1   | جمهورية إفريقيا الوسطى |
| ------------------------ | ----- | ---------------------- |
| - Kudus 43' - Nuamah 88' | تقرير | - Mafouta 25'          |

### المجموعة السادسة
| م | الفريق  | لعب | ف | ت | خ | أ.له | أ.ع | أ.ف | نقاط | التأهل                              |   |   |   |   |   |
| - | ------- | --- | - | - | - | ---- | --- | --- | ---- | ----------------------------------- | - | - | - | - | - |
| 1 | الجزائر | 6   | 5 | 1 | 0 | 9    | 2   | +7  | 16   | التأهل إلى كأس الأمم الإفريقية 2023 |   | — | – | – | – |
| 2 | تنزانيا | 6   | 2 | 2 | 2 | 3    | 4   | −1  | 8    | التأهل إلى كأس الأمم الإفريقية 2023 |   | – | — | – | – |
| 3 | أوغندا  | 6   | 2 | 1 | 3 | 5    | 6   | −1  | 7    |                                     |   | – | – | — | – |
| 4 | النيجر  | 6   | 0 | 2 | 4 | 3    | 8   | −5  | 2    |                                     | – | – | – | — |   |

| النيجر    | 1–1   | تنزانيا  |
| --------- | ----- | -------- |
| Sosah 26' | تقرير | Mpole 1' |

| الجزائر                   | 2–0   | أوغندا |
| ------------------------- | ----- | ------ |
| - Mandi 28' - Belaïli 80' | تقرير |        |

| أوغندا       | 1–1   | النيجر     |
| ------------ | ----- | ---------- |
| - Karisa 43' | تقرير | - Sabo 71' |

| تنزانيا | 0–2   | الجزائر                         |
| ------- | ----- | ------------------------------- |
|         | تقرير | - Bensebaini 45+2' - Amoura 89' |

| الجزائر                             | 2–1   | النيجر      |
| ----------------------------------- | ----- | ----------- |
| - Alhassane 54' (ه.ذ.) - Mahrez 88' | تقرير | - Sosah 38' |

| أوغندا | 0–1   | تنزانيا     |
| ------ | ----- | ----------- |
|        | تقرير | - Msuva 68' |

| النيجر | 0–1   | الجزائر        |
| ------ | ----- | -------------- |
|        | تقرير | - Bounedjah 6' |

| تنزانيا | 0–1   | أوغندا       |
| ------- | ----- | ------------ |
|         | تقرير | - Mato 90+1' |

| تنزانيا     | 1–0   | النيجر |
| ----------- | ----- | ------ |
| - Msuva 69' | تقرير |        |

| أوغندا     | 1–2   | الجزائر           |
| ---------- | ----- | ----------------- |
| - Bayo 88' | تقرير | - Amoura 42'، 66' |

| النيجر | 0–2   | أوغندا                     |
| ------ | ----- | -------------------------- |
|        | تقرير | - Kayondo 17' - Ochaya 39' |

| الجزائر | 0–0   | تنزانيا |
| ------- | ----- | ------- |
|         | تقرير |         |

### المجموعة السابعة
| م | الفريق       | لعب | ف | ت | خ | أ.له | أ.ع | أ.ف | نقاط | التأهل                              |   |   |   |   |   |
| - | ------------ | --- | - | - | - | ---- | --- | --- | ---- | ----------------------------------- | - | - | - | - | - |
| 1 | مالي         | 6   | 5 | 0 | 1 | 15   | 2   | +13 | 15   | التأهل إلى كأس الأمم الإفريقية 2023 |   | — | – | – | – |
| 2 | غامبيا       | 6   | 3 | 1 | 2 | 7    | 7   | 0   | 10   | التأهل إلى كأس الأمم الإفريقية 2023 |   | – | — | – | – |
| 3 | الكونغو      | 6   | 2 | 1 | 3 | 5    | 10  | −5  | 7    |                                     |   | – | – | — | – |
| 4 | جنوب السودان | 6   | 1 | 0 | 5 | 5    | 13  | −8  | 3    |                                     | – | – | – | — |   |

| غامبيا          | 1–0   | جنوب السودان |
| --------------- | ----- | ------------ |
| A. Jallow 45+4' | تقرير |              |

| مالي                                            | 4–0   | الكونغو |
| ----------------------------------------------- | ----- | ------- |
| - Camara 1' - E. Touré 11'، 40' - Coulibaly 44' | تقرير |         |

| الكونغو         | 1–0   | غامبيا |
| --------------- | ----- | ------ |
| - Makoumbou 74' | تقرير |        |

| جنوب السودان         | 1–3   | مالي                                     |
| -------------------- | ----- | ---------------------------------------- |
| - Kouyaté 29' (ه.ذ.) | تقرير | - Camara 59' - Koïta 90+3' - Dieng 90+5' |

| الكونغو               | 1–2   | جنوب السودان                |
| --------------------- | ----- | --------------------------- |
| - Bifouma 90' (ركلة.) | تقرير | - Daniel 66' - Okello 90+6' |

| مالي                              | 2–0   | غامبيا |
| --------------------------------- | ----- | ------ |
| - K. Doumbia 3' - A. Traoré 90+5' | تقرير |        |

| جنوب السودان | 0–1   | الكونغو           |
| ------------ | ----- | ----------------- |
|              | تقرير | - Charpentier 90' |

| غامبيا          | 1–0   | مالي |
| --------------- | ----- | ---- |
| - O. Colley 79' | تقرير |      |

| جنوب السودان                | 2–3   | غامبيا                                           |
| --------------------------- | ----- | ------------------------------------------------ |
| - Yuel 21' - P. Chol ‏ 90+1' | تقرير | - Angier 4' (ه.ذ.) - A. Jallow 62' - Barry 90+6' |

| الكونغو | 0–2   | مالي                      |
| ------- | ----- | ------------------------- |
|         | تقرير | - Koné 62' - Dorgeles 73' |

| مالي                                            | 4–0   | جنوب السودان |
| ----------------------------------------------- | ----- | ------------ |
| - Koné 10' - K. Doumbia 29'، 57' - Dorgeles 82' | تقرير |              |

| غامبيا                      | 2–2   | الكونغو                                |
| --------------------------- | ----- | -------------------------------------- |
| - Minteh 79' - Badamosi 90' | تقرير | - Makouta 30' - Ganvoula 45+1' (ركلة.) |

### المجموعة الثامنة
| م | الفريق     | لعب | ف | ت | خ | أ.له | أ.ع | أ.ف | نقاط | التأهل                              |   |   |   |   |   |
| - | ---------- | --- | - | - | - | ---- | --- | --- | ---- | ----------------------------------- | - | - | - | - | - |
| 1 | زامبيا     | 6   | 4 | 1 | 1 | 12   | 6   | +6  | 13   | التأهل إلى كأس الأمم الإفريقية 2023 |   | — | – | – | – |
| 2 | ساحل العاج | 6   | 4 | 1 | 1 | 9    | 5   | +4  | 13   | التأهل إلى كأس الأمم الإفريقية 2023 |   | – | — | – | – |
| 3 | جزر القمر  | 6   | 2 | 1 | 3 | 6    | 8   | −2  | 7    |                                     |   | – | – | — | – |
| 4 | ليسوتو     | 6   | 0 | 1 | 5 | 1    | 9   | −8  | 1    |                                     | – | – | – | — |   |

| جزر القمر                           | 2–0   | ليسوتو |
| ----------------------------------- | ----- | ------ |
| - M'Changama 59' - B. Youssouf ‏ 81' | تقرير |        |

| ساحل العاج                                 | 3–1   | زامبيا       |
| ------------------------------------------ | ----- | ------------ |
| - Aurier 67' - Kouamé 76' - I. Sangaré 89' | تقرير | - Daka 90+4' |

| زامبيا                           | 2–1   | جزر القمر           |
| -------------------------------- | ----- | ------------------- |
| - Mwepu 45+2' - كينغز كانغوا 88' | تقرير | - Ben Nabouhane 13' |

| ليسوتو | 0–0   | ساحل العاج |
| ------ | ----- | ---------- |
|        | تقرير |            |

| زامبيا                               | 3–1   | ليسوتو       |
| ------------------------------------ | ----- | ------------ |
| - F. Sakala 37' - L. Banda ‏ 53'، 57' | تقرير | - Bereng 33' |

| ساحل العاج                             | 3–1   | جزر القمر       |
| -------------------------------------- | ----- | --------------- |
| - Kouamé 29' - Haller 61' - Krasso 89' | تقرير | - Djoudja 90+3' |

| ليسوتو | 0–2   | زامبيا          |
| ------ | ----- | --------------- |
|        | تقرير | - Daka 14'، 69' |

| جزر القمر | 0–2   | ساحل العاج                    |
| --------- | ----- | ----------------------------- |
|           | تقرير | - I. Sangaré 36' - Kessié 58' |

| زامبيا                                      | 3–0   | ساحل العاج |
| ------------------------------------------- | ----- | ---------- |
| - Aurier 31' (ه.ذ.) - Daka 48' - Kangwa 55' | تقرير |            |

| ليسوتو | 0–1   | جزر القمر        |
| ------ | ----- | ---------------- |
|        | تقرير | - M'Changama 90' |

| ساحل العاج       | 1–0   | ليسوتو |
| ---------------- | ----- | ------ |
| - I. Sangaré 16' | تقرير |        |

| جزر القمر          | 1–1   | زامبيا     |
| ------------------ | ----- | ---------- |
| - B. Youssouf ‏ 45' | تقرير | - Daka 71' |

### المجموعة التاسعة
| م | الفريق                      | لعب | ف | ت | خ | أ.له | أ.ع | أ.ف | نقاط | التأهل                              |   |   |   |   |   |
| - | --------------------------- | --- | - | - | - | ---- | --- | --- | ---- | ----------------------------------- | - | - | - | - | - |
| 1 | جمهورية الكونغو الديمقراطية | 6   | 4 | 0 | 2 | 11   | 4   | +7  | 12   | التأهل إلى كأس الأمم الإفريقية 2023 |   | — | – | – | – |
| 2 | موريتانيا                   | 6   | 3 | 1 | 2 | 9    | 7   | +2  | 10   | التأهل إلى كأس الأمم الإفريقية 2023 |   | – | — | – | – |
| 3 | الغابون                     | 6   | 2 | 1 | 3 | 3    | 5   | −2  | 7    |                                     |   | – | – | — | – |
| 4 | السودان                     | 6   | 2 | 0 | 4 | 3    | 10  | −7  | 6    |                                     | – | – | – | — |   |

| موريتانيا                          | 3–0   | السودان |
| ---------------------------------- | ----- | ------- |
| - كامارا 27' (ض.)، 30' - محمود 77' | تقرير |         |

| جمهورية الكونغو الديمقراطية | 0–1   | الغابون      |
| --------------------------- | ----- | ------------ |
|                             | تقرير | - بابيكا 23' |

| الغابون | 0–0   | موريتانيا |
| ------- | ----- | --------- |
|         | تقرير |           |

| السودان                 | 2–1   | جمهورية الكونغو الديمقراطية |
| ----------------------- | ----- | --------------------------- |
| - الشعلة 16' - يوسف 86' | تقرير | - بولينغي 90+3'             |

| الغابون     | 1–0   | السودان |
| ----------- | ----- | ------- |
| - بالون 71' | تقرير |         |

| جمهورية الكونغو الديمقراطية             | 3–1   | موريتانيا   |
| --------------------------------------- | ----- | ----------- |
| - كاكوتا 37' - باكامبو 42' - ماسوكو 67' | تقرير | - اعبيد 55' |

| السودان    | 1–0   | الغابون |
| ---------- | ----- | ------- |
| - كومي 67' | تقرير |         |

| موريتانيا   | 0–3 منحت | جمهورية الكونغو الديمقراطية |
| ----------- | -------- | --------------------------- |
| - سويعد 57' | تقرير    | - باكامبو 9'                |

| الغابون | 0–2   | جمهورية الكونغو الديمقراطية |
| ------- | ----- | --------------------------- |
|         | تقرير | - تشيبولا 34' - مايلي 83'   |

| السودان | 0–3   | موريتانيا                              |
| ------- | ----- | -------------------------------------- |
|         | تقرير | - العبد 26' - أحويبيب 49' - الطنجي 55' |

| موريتانيا                 | 2–1   | الغابون        |
| ------------------------- | ----- | -------------- |
| - الطنجي 30' - كامارا 42' | تقرير | - إندونغ 90+1' |

| جمهورية الكونغو الديمقراطية | 2–0   | السودان |
| --------------------------- | ----- | ------- |
| - بونغوندا 8' - مايلي 87'   | تقرير |         |

### المجموعة العاشرة
| م | الفريق           | لعب | ف | ت | خ | أ.له | أ.ع | أ.ف | نقاط | التأهل                              |   |   |   |   |   |
| - | ---------------- | --- | - | - | - | ---- | --- | --- | ---- | ----------------------------------- | - | - | - | - | - |
| 1 | تونس             | 6   | 4 | 1 | 1 | 11   | 1   | +10 | 13   | التأهل إلى كأس الأمم الإفريقية 2023 |   | — | – | – | – |
| 2 | غينيا الاستوائية | 6   | 4 | 1 | 1 | 9    | 0   | +9  | 13   | التأهل إلى كأس الأمم الإفريقية 2023 |   | – | — | – | – |
| 3 | بوتسوانا         | 6   | 1 | 1 | 4 | 3    | 9   | −6  | 4    |                                     |   | – | – | — | – |
| 4 | ليبيا            | 6   | 1 | 1 | 4 | 2    | 8   | −6  | 4    |                                     | – | – | – | — |   |

| ليبيا          | 1–0   | بوتسوانا |
| -------------- | ----- | -------- |
| - Al Taher 54' | تقرير |          |

| تونس                                       | 4–0   | غينيا الاستوائية |
| ------------------------------------------ | ----- | ---------------- |
| - Sliti 56' - Jaziri 77' - Msakni 80'، 85' | تقرير |                  |

| بوتسوانا | 0–0   | تونس |
| -------- | ----- | ---- |
|          | تقرير |      |

| غينيا الاستوائية                            | 2–0   | ليبيا |
| ------------------------------------------- | ----- | ----- |
| - Al Tuhami 51' (ه.ذ.) - Bikoro 83' (ركلة.) | تقرير |       |

| غينيا الاستوائية        | 2–0   | بوتسوانا |
| ----------------------- | ----- | -------- |
| - Coco 20' - Bikoro 66' | تقرير |          |

| تونس                                            | 3–0   | ليبيا |
| ----------------------------------------------- | ----- | ----- |
| - Msakni 12' - Maâloul 21' (ركلة.) - Jouini 86' | تقرير |       |

| بوتسوانا                             | 2–3   | غينيا الاستوائية                                  |
| ------------------------------------ | ----- | ------------------------------------------------- |
| - Elias 28' - Seakanyeng 66' (ركلة.) | تقرير | - E. Nsue 13' - Ditsele 40' (ه.ذ.) - Salvador 51' |

| ليبيا | 0–1   | تونس         |
| ----- | ----- | ------------ |
|       | تقرير | - Jouini 16' |

| غينيا الاستوائية      | 1–0   | تونس |
| --------------------- | ----- | ---- |
| - E. Nsue 85' (ركلة.) | تقرير |      |

| بوتسوانا        | 1–0   | ليبيا |
| --------------- | ----- | ----- |
| - Mohutsiwa 45' | تقرير |       |

| ليبيا        | 1–1   | غينيا الاستوائية |
| ------------ | ----- | ---------------- |
| - Taqtaq 80' | تقرير | - Elo 62'        |

| تونس                                     | 3–0   | بوتسوانا |
| ---------------------------------------- | ----- | -------- |
| - Velaphi 60' (ه.ذ.) - Msakni 82'، 90+3' | تقرير |          |

### المجموعة الحادية عشر
| م | الفريق       | لعب | ف | ت | خ | أ.له | أ.ع | أ.ف | نقاط | التأهل                              |  |   |   |   |   |
| - | ------------ | --- | - | - | - | ---- | --- | --- | ---- | ----------------------------------- |  | - | - | - | - |
| 1 | المغرب       | 4   | 3 | 0 | 1 | 8    | 3   | +5  | 9    | التأهل إلى كأس الأمم الإفريقية 2023 |  | — | – | – | – |
| 2 | جنوب إفريقيا | 4   | 2 | 1 | 1 | 7    | 6   | +1  | 7    | التأهل إلى كأس الأمم الإفريقية 2023 |  | – | — | – | – |
| 3 | ليبيريا      | 4   | 0 | 1 | 3 | 3    | 9   | −6  | 1    |                                     |  | – | – | — | – |
| 4 | زيمبابوي     | 0   | 0 | 0 | 0 | 0    | 0   | 0   | 0    | استبعد                              |  | – | – | – | — |

| المغرب                     | 2–1   | جنوب إفريقيا |
| -------------------------- | ----- | ------------ |
| - النصيري 51' - الكعبي 88' | تقرير | - فوستر 8'   |

| ليبيريا | 0–2   | المغرب                          |
| ------- | ----- | ------------------------------- |
|         | تقرير | - فجر 56' (ركلة.) - النصيري 57' |

| جنوب إفريقيا             | 2–2   | ليبيريا                      |
| ------------------------ | ----- | ---------------------------- |
| - فوستر 11' (ركلة.)، 22' | تقرير | - تيسديل 68' - سانغاري 90+1' |

| ليبيريا     | 1–2   | جنوب إفريقيا                 |
| ----------- | ----- | ---------------------------- |
| - جيبور 35' | تقرير | - ليباسا 19' - مايامبيلا 53' |

| جنوب إفريقيا                  | 2–1   | المغرب     |
| ----------------------------- | ----- | ---------- |
| - منير 5' (ه.ذ.) - ليباسا 48' | تقرير | - زياش 60' |

| المغرب                                       | 3–0   | ليبيريا |
| -------------------------------------------- | ----- | ------- |
| - حارث 45+2' - الكعبي 59' (ركلة.) - عدلي 89' | تقرير |         |

### المجموعة الثانية عشر
| م | الفريق  | لعب | ف | ت | خ | أ.له | أ.ع | أ.ف | نقاط | التأهل                              |   |   |   |   |   |
| - | ------- | --- | - | - | - | ---- | --- | --- | ---- | ----------------------------------- | - | - | - | - | - |
| 1 | السنغال | 6   | 4 | 2 | 0 | 12   | 4   | +8  | 14   | التأهل إلى كأس الأمم الإفريقية 2023 |   | — | – | – | – |
| 2 | موزمبيق | 6   | 3 | 1 | 2 | 8    | 9   | −1  | 10   | التأهل إلى كأس الأمم الإفريقية 2023 |   | – | — | – | – |
| 3 | بنين    | 6   | 1 | 2 | 3 | 8    | 9   | −1  | 5    |                                     |   | – | – | — | – |
| 4 | رواندا  | 6   | 0 | 3 | 3 | 3    | 9   | −6  | 3    |                                     | – | – | – | — |   |

| موزمبيق      | 1–1   | رواندا         |
| ------------ | ----- | -------------- |
| - Ratifo 67' | تقرير | - Nishimwe 65' |

| السنغال                              | 3–1   | بنين          |
| ------------------------------------ | ----- | ------------- |
| - Mané 12' (ركلة.)، 22'، 60' (ركلة.) | تقرير | - Olaitan 88' |

| رواندا | 0–1   | السنغال              |
| ------ | ----- | -------------------- |
|        | تقرير | - Mané 90+8' (ركلة.) |

| بنين | 0–1   | موزمبيق      |
| ---- | ----- | ------------ |
|      | تقرير | - Catamo 38' |

| بنين         | 1–1   | رواندا        |
| ------------ | ----- | ------------- |
| - Mounié 82' | تقرير | - Mugisha 13' |

| السنغال                                                    | 5–1   | موزمبيق          |
| ---------------------------------------------------------- | ----- | ---------------- |
| - Sabaly 9' - Mané 15' - Ndiaye 32' - Dia 39' - Diallo 88' | تقرير | - Vilanculos 48' |

| موزمبيق | 0–1   | السنغال   |
| ------- | ----- | --------- |
|         | تقرير | - Dia 18' |

| رواندا      | 0–3 Awarded | بنين         |
| ----------- | ----------- | ------------ |
| - Manzi 71' | تقرير       | - Dossou 57' |

| بنين          | 1–1   | السنغال    |
| ------------- | ----- | ---------- |
| - Moumini 78' | تقرير | - Seck 43' |

| رواندا | 0–2   | موزمبيق                     |
| ------ | ----- | --------------------------- |
|        | تقرير | - Catamo 43' - كليسيو 90+4' |

| موزمبيق                                              | 3–2   | بنين                      |
| ---------------------------------------------------- | ----- | ------------------------- |
| - ويتي (لاعب كرة قدم) 27' - Guima 31' - كليسيو 90+5' | تقرير | - Mounié 20' - Dossou 50' |

| السنغال           | 1–1   | رواندا            |
| ----------------- | ----- | ----------------- |
| - Ma. Camara ‏ 66' | تقرير | - Niyonzima 90+6' |

## المنتخبات المتأهلة
| الفريق                      | طريقة التأهل                   | تاريخ التأهل   | الظهور في النهائيات | آخر ظهور | أفضل أداء سابق                                   |
| --------------------------- | ------------------------------ | -------------- | ------------------- | -------- | ------------------------------------------------ |
| ساحل العاج                  | المضيف / وصيف المجموعة الثامنة | 30 يناير 2019  | الخامس والعشرون     | 2021     | البطل (1992، 2015)                               |
| المغرب                      | فائز المجموعة الحادية عشر      | 24 مارس 2023   | التاسع عشر          | 2021     | البطل (1976)                                     |
| الجزائر                     | فائز المجموعة السادسة          | 27 مارس 2023   | العشرون             | 2021     | البطل (1990، 2019)                               |
| جنوب إفريقيا                | وصيف المجموعة الحادية عشر      | 28 مارس 2023   | الحادي عشر          | 2019     | البطل (1996)                                     |
| السنغال                     | فائز المجموعة الثانية عشر      | 28 مارس 2023   | السابع عشر          | 2021     | البطل (2021)                                     |
| بوركينا فاسو                | فائز المجموعة الثانية          | 28 مارس 2023   | الثالث عشر          | 2021     | وصيف (2013)                                      |
| تونس                        | فائز المجموعة العاشرة          | 28 مارس 2023   | الواحد والعشرون     | 2021     | البطل (2004)                                     |
| مصر                         | فائز المجموعة الرابعة          | 14 يونيو 2023  | السادس والعشرون     | 2021     | البطل (1957، 1959، 1986، 1998، 2006، 2008، 2010) |
| زامبيا                      | فائز المجموعة الثامنة          | 17 يونيو 2023  | الثامن عشر          | 2015     | البطل (2012)                                     |
| غينيا الاستوائية            | وصيف المجموعة العاشرة          | 17 يونيو 2023  | الرابعة             | 2021     | المركز الرابع (2015)                             |
| نيجيريا                     | فائز المجموعة الأولى           | 18 يونيو 2023  | العشرون             | 2021     | البطل (1980، 1994، 2013)                         |
| غينيا بيساو                 | وصيف المجموعة الأولى           | 18 يونيو 2023  | الرابعة             | 2021     | دور المجموعات (2017، 2019، 2021)                 |
| الرأس الأخضر                | وصيف المجموعة الثانية          | 18 يونيو 2023  | الرابعة             | 2021     | ربع النهائي (2013)                               |
| مالي                        | فائز المجموعة السابعة          | 18 يونيو 2023  | الثالث عشر          | 2021     | وصيف (1972)                                      |
| غينيا                       | وصيف المجموعة الرابعة          | 20 يونيو 2023  | الرابع عشر          | 2021     | وصيف (1976)                                      |
| غانا                        | فائز المجموعة الخامسة          | 7 سبتمبر 2023  | الرابع والعشرون     | 2021     | البطل (1963، 1965، 1978، 1982)                   |
| أنغولا                      | وصيف المجموعة الخامسة          | 7 سبتمبر 2023  | التاسعة             | 2019     | ربع النهائي (2008، 2010)                         |
| تنزانيا                     | وصيف المجموعة السادسة          | 7 سبتمبر 2023  | الثالثة             | 2019     | دور المجموعات (1980، 2019)                       |
| موزمبيق                     | وصيف المجموعة الثانية عشر      | 9 سبتمبر 2023  | الخامسة             | 2010     | دور المجموعات (1986، 1996، 1998، 2010)           |
| جمهورية الكونغو الديمقراطية | فائز المجموعة التاسعة          | 9 سبتمبر 2023  | العشرون             | 2019     | البطل (1968، 1974)                               |
| موريتانيا                   | وصيف المجموعة التاسعة          | 9 سبتمبر 2023  | الثالثة             | 2021     | دور المجموعات (2019، 2021)                       |
| غامبيا                      | وصيف المجموعة السابعة          | 10 سبتمبر 2023 | الثانية             | 2021     | ربع النهائي (2021)                               |
| الكاميرون                   | فائز المجموعة الثالثة          | 12 سبتمبر 2023 | الواحد والعشرون     | 2021     | البطل (1984, 1988، 2000، 2002، 2017)             |
| ناميبيا                     | وصيف المجموعة الثالثة          | 12 سبتمبر 2023 | الرابعة             | 2019     | دور المجموعات (1998, 2008، 2019)                 |

## الهدافين
عدد الأهداف المُسجلة  319 هدفًا  في 132 مباراة، بمتوسط 2.42 هدفًا في المباراة الواحدة.
10 أهداف
- فيكتور أوسيمين

5 أهداف
- لويس مافوتا
- ساديو ماني
- يوسف المساكني
- باتسون داكا

4 أهداف
- دانغو واتارا
- بيتر شالوليلي

3 أهداف
- محمد الأمين عمورة
- محمد قدوس
- زينهو جانو
- جورجينيو
- إبراهيم سنجاري
- كاموري دومبيا
- أبو بكر كامارا
- لايلي فوستر
- كيفين دينكي

هدفان
- غيلسون دالا
- جوديل دوسو
- ستيف موني
- بونفيس كاليب بيمينيمانا
- فينسنت أبو بكر
- يوسف مشنغاما
- بنجالود يوسف
- سيدريك باكامبو
- فيستون كالالا مايلي
- عمر مرموش
- مصطفى محمد
- محمد صلاح
- فيديريكو بيكورو
- إيميليو إنسوي
- سابيلو ندزينيسا
- أبلي جالو
- عثمان بوكاري
- نابي كيتا
- كريستيان كوامي
- غابدينهو مهانغو
- محمد كامارا
- نيني دورجيليس
- إبراهيما كوني
- البلال توريه
- حمية الطنجي
- أيوب الكعبي
- يوسف النصيري
- جيني كاتامو
- كليسيو
- دانيال سوسا
- أديمولا لوكمان
- تيريم موفي
- موسيس سيمون
- لويس ليال
- بولايي ديا
- مصطفي بوندو
- أغسطس كارغبو
- زاخيلي ليباسا
- سيمون مسوفا
- كودجو لابا
- إيولوجي بلاكا
- هيثم الجويني
- لاميك باندا
- كينجس كانجوا

هدف
- يوسف بلايلي
- رامي بن سبعيني
- بغداد بونجاح
- رياض محرز
- عيسى ماندي
- كيالوندا غاسبار
- لوكاس خواو
- فيليسيو ميلسون
- مبالا نزولا
- عبد الرشيد مؤمني
- جونيور أولايتان
- مباتشي إلياس
- جاب موهوتسيوا
- كابيلو سيكانينغ
- ستيفان عزيز كي
- حسان باندي
- إيسوفو دايو
- عبدول تابسوبا
- عبيدي بيجيريمانا
- حسين شعباني
- أوليفيه كيمين
- بريان مبيومو
- كارل توكو إكامبي
- كريستوفر ووه
- بيبي
- جيلسون تافاريس
- كليه
- جواو باولو فرنانديز
- ريان مينديز
- جاميرو مونتيرو
- كيفن بينا
- جوليو تافاريس
- جيفري كوندوغبيا
- كارل نامنغاندا
- إسحاق نغوما
- صامويل نليند
- الفردو بن نبوهان
- إبروهيم جودجا
- تييفي بيفوما
- غابرييل شاربنتييه
- سيلفير جانفولا
- أنطوان ماكومبو
- جايوس ماكوتا
- جوناتان بولينغي
- ثيو بونغوندا
- غايل كاكوتا
- آرثر ماسوكو
- آرون تشيبولا
- مصطفى فتحي
- طارق حامد
- محمود تريزيجيه
- زيزو
- ساول كوكو
- خوسيه إيلو
- إيفان سلفادور
- سيبونيسو نجوينيا
- شيمليس بيكيلي
- داوا هوتيسا
- كيتيكا جيما
- كينين ماركنة
- أبو بكر ناصر
- شافي بابيكا
- ديديه إبراهيم إندونغ
- لويد بالون
- محمد باداموسي
- حمزة باري
- عمر كوليي
- يانكوبا منتيه
- فيليكس أفينا جيان
- إرنست نوواما
- أنطوان سيمنيو
- محمد بايو
- أغويبو كامارا
- مورغان جيلافوجوي
- سيرهو جيراسي
- فرانسوا كامانو
- إيلاش موريبا
- سيدو سو
- ماما بالدي
- زيدان بنجاكي
- فرانكولينو دجو
- نيتو غوميز
- ألفا سيميدو
- سيرج أورييه
- سيباستيان هالير
- فرانك كيسي
- جان فيليب كراسو
- تشواريلو بيرينغ
- وليام جيبور
- محمد سانغاري
- تونيا تيسديل
- صالح الطاهر سعيد
- حسين طقطق
- نجيفا راكوتوهاريمالالا
- لورانس شازيا
- روبرت سايزي
- خليفة كوليبالي
- أليو ديانغ
- سيكو كويتا
- أداما مالودا تراوري
- علي اعبيد
- نوح محمد العبد
- الحسن أحويبيب
- عبد الله محمد محمود
- محمد سويعد
- أمين عدلي
- فيصل فجر
- أمين حارث
- حكيم زياش
- غيما
- ستانلي راتيفو
- جيلدو فيلانكولوس
- ويتي
- أبشالوم إيمبوندي
- ويندل روداث
- أمادو سابو
- تايوو أيونيي
- صامويل تشوكويزي
- إيمانويل دنيس
- أوجينيكارو إيتيبو
- كيليتشي إيهيناتشو
- أليكس إيووبي
- تييري مانجي
- جيلبرت موغيشا
- بليز نيشيموي
- أوليفييه نيونزيما
- إيبا فييغاس
- مامادو لامين كامارا
- حبيب ديالو
- إليمان نداي
- يوسف سابالي
- عبد الله سيك
- أمادو باكايوكو
- موسى نوح كامارا
- أبو كومة
- الحسن كوروما
- جوناثان مورساي
- أبو بكر سامورا
- ميهلالي مايامبيلا
- بيتر تشول
- تشول دانيال
- تيتو أوكيلو
- فالنتينو يويل
- محمد عبد الرحمن يوسفروجرز ماتو
- وليد الشعلة
- محمد كومي
- جورج مبول
- عبده واتارا
- سيف الدين الجزيري
- علي معلول
- نعيم سليتي
- فهد بايو
- ميلتون كاريسا
- عزيز كايوندو
- روجرز ماتو
- جوزيف أوشايا
- إينوك مويبو
- فاشيون ساكالا

هدف ذاتي
- ليبوغانغ ديتسيلي (ضد غينيا الاستوائية)
- ألفورد فيلافي (ضد تونس)
- سيرج أورييه (ضد زامبيا)
- محمد التهامي (ضد غينيا الاستوائية)
- بوباكار كوياطي (ضد جنوب السودان)
- منير محمدي (ضد جنوب إفريقيا)
- رحيم الحسن (ضد الجزائر)
- ريحان أنجييه (ضد غامبيا)

## روابط خارجية
1. ↑  منح الكاف جمهورية الكونغو الديمقراطية الفوز 3-0 نتيجة لموريتانيا بإشراك اللاعب غير المؤهل خادم دياو ، بعد أن انتهت المباراة بالتعادل 1-1. فشل دياو في اتباع الإجراء المناسب لتبديل المنتخبات الوطنية بعد أن مثل سابقا السنغال خلال تصفيات بطولة أمم إفريقيا للمحليين 2020.[7]
2. ↑  تم تأجيل مباراة المغرب وليبيريا، التي كان من المقرر أن تلعب في 9 سبتمبر 2023، إلى 17 أكتوبر 2023 بسبب زلزال الحوز 2023.
3. ↑  CAF awarded Benin a 3–0 win as a result of Rwanda fielding the ineligible player Kevin Muhire, after the match had ended in a 1–1 draw. Muhire failed to serve a one-game ban after receiving two yellow cards in the qualifying competition.[8]